# Джордан-Валли (Орегон)
Джордан-Валли (англ. Jordan Valley) — город в США, в округе Малур штата Орегон. Население — 130 человек (2020).

## География
Джордан-Валли расположен по координатам 42°58′46″ с. ш. 117°03′27″ з. д. (42.979333, -117.057442). По данным Бюро переписи населения США в 2010 году город имел площадь 5,39 км², вся площадь — суша.

## Демография
| Год переписи                          | Нас. |  | %±     |
| ------------------------------------- | ---- |  | ------ |
| 1900                                  | 110  |  | —      |
| 1910                                  | 200  |  | 81,8%  |
| 1920                                  | 355  |  | 77,5%  |
| 1930                                  | 306  |  | −13,8% |
| 1940                                  | 274  |  | −10,5% |
| 1950                                  | 236  |  | −13,9% |
| 1960                                  | 204  |  | −13,6% |
| 1970                                  | 196  |  | −3,9%  |
| 1980                                  | 473  |  | 141,3% |
| 1990                                  | 364  |  | −23%   |
| 2000                                  | 239  |  | −34,3% |
| 2010                                  | 181  |  | −24,3% |
| 2020                                  | 130  |  | −28,2% |
| 1900–2020 Десятилетняя перепись в США |      |  |        |

Согласно переписи 2010 года, в городе проживал 181 человек в 94 домохозяйствах в составе 53 семей. Плотность населения составляла 34 человека/км². Было 149 квартир (28/км²).
Расовый состав населения:
| - 95,0 % — белых - 3,3 % — коренных американцев |

К двум или более расам принадлежало 1,7 %. Доля испаноязычных составила 6,6 % всего населения.
По возрастному диапазону население распределялось следующим образом: 14,9 % — лица младше 18 лет, 53,1 % — лица в возрасте 18-64 лет, 32,0 % — лица в возрасте 65 лет и старше. Медиана возраста жителя составила 55,9 лет. На 100 человек женского пола в городе приходилось 98,9 мужчин; на 100 женщин в возрасте от 18 лет и старше — 97,4 мужчин также старше 18 лет.
Средний доход на одно домашнее хозяйство составил 47 949 долларов США (медиана — 33 333 ), а средний доход на одну семью — 56 944 доллара (медиана — 38 333). За чертой бедности находилось 8,5 % человек, в том числе 4,2 % детей в возрасте до 18 лет и 9,8 % лиц в возрасте 65 лет и старше.
Гражданское трудоустроенное население составляло 65 человек. Основные области занятости: транспорт — 16,9 %, сельское хозяйство, лесничество, рыбалка — 16,9 %, публичная администрация — 12,3 %, розничная торговля — 10,8 %.